# Juan Antonio Fernández Pazos
Juan Antonio Fernández Pazos, conegut com a Juanito, (Ferrol, 11 de gener de 1970) és un exfutbolista gallec, que ocupava la posició de davanter.

## Trajectòria
Va destacar en el juvenil del Deportivo de La Corunya, que després d'una cessió a l'Orillamar, l'incorpora al seu primer equip el 1990, però en dos anys no arriba a debutar a primera divisió.
Entre 1992 i 1994 milita al Racing de Ferrol, de Segona Divisió, i a partir d'eixe any, continua la seua carrera en equips regionals gallecs: Somozas (94/95), Riaor de Ortigueira (futbol sala, 1995) i Cultural Maniños (95/00). Després de quatre anys retirat, la temporada 04/05 retorna als terrenys de joc per disputar una temporada més amb la Cultural Maniños.